# 比利时王位继承

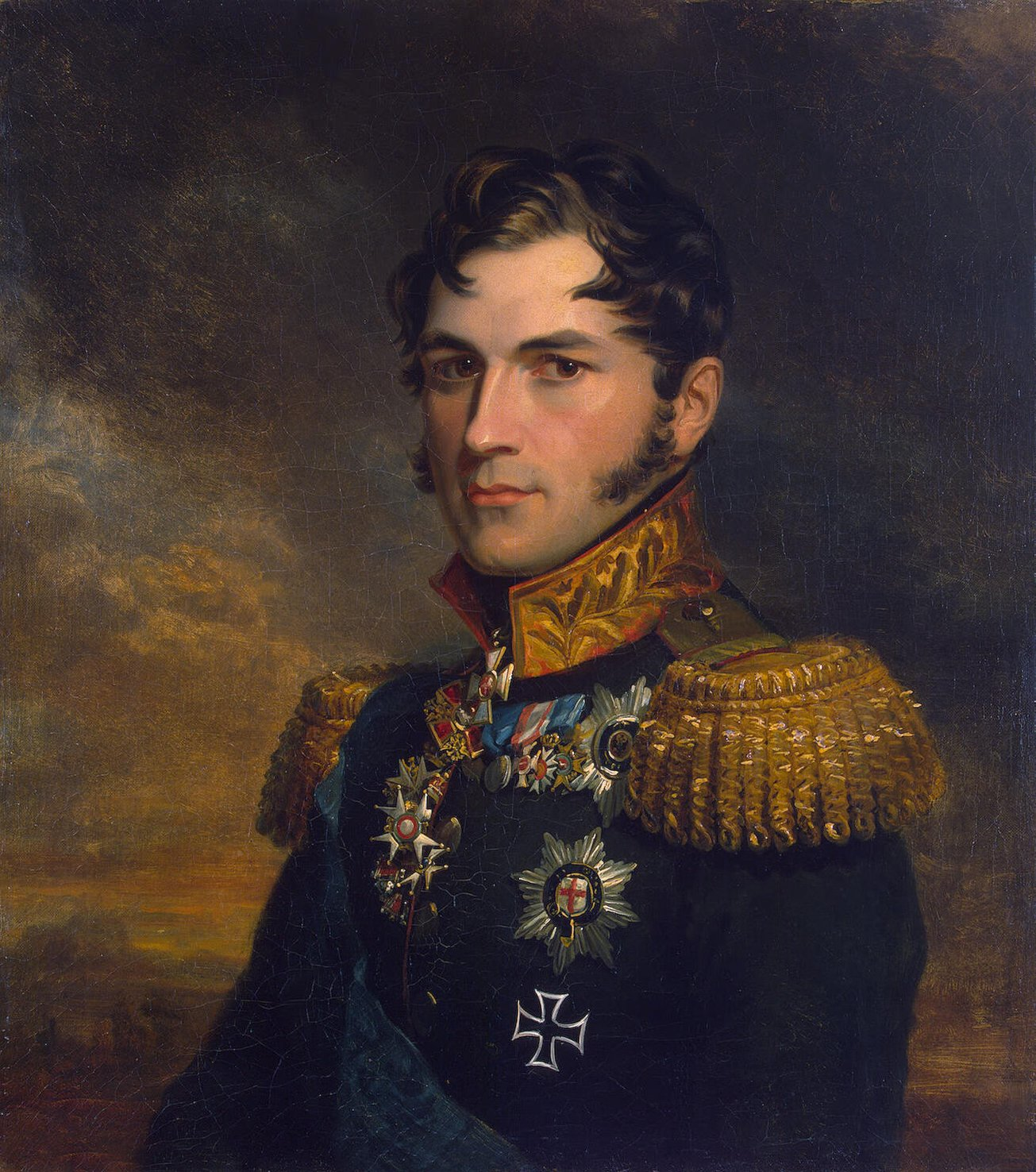
王位继承权来源于利奥波德一世血统

比利时王位的合法继承人现有16人。根据宪法第91条的规定，第一顺位继承人在他（她）宣誓后继承比利时王位，是为比利时国王（比利時女王）。

## 资格
自1991年起，比利时在国王阿尔贝二世（当时的列日王子）的后裔中实行绝对長子繼承制（排行最长的子女继承王位）。早期君主和王子的后代中只有男性才能继承王位，并且以男性为基础从利奥波德一世血统（即根据古老的長子繼承制）继承下去，这意味着所有不是阿尔贝二世所生的比利时公主的后代都被剥夺了王位继承权。比利时现存的王子公主都是阿尔贝二世的后裔，所以继承权实际上仅限于阿尔贝二世的后代。
如果有继承权的人未经君主同意（或行使君主权力的人的同意）结婚，则他会被剥夺继承权。在议会达成协议的情况下，君主（或行使君主权力的人）可能会重新确立失去的继承权。如果没有利奥波德一世国王血统合格的后裔，在议会的批准下，当政的君主可以设立推定继承人，但如果她或他不推定其继承人，王位将最终空缺。
当国王阿尔贝二世的女儿阿斯特里德公主与奧地利-埃斯特的洛倫茲大公在1984年结婚时，实际上她没有继承权，因此没有征得国王的同意。1991年，在她父亲的后代中引入绝对长子继承制之后，她已经获得了必要的同意，因此与她的孩子一起拥有王位继承权。

### 阿梅迪奥王子
当阿梅德奥王子于2014年结婚时，据报道他并没有征得他的舅舅国王菲利普的许可，因此失去了对比利时王位的继承权利。然而，在2015年11月12日，出版了一项皇家法令，该法令显示婚后国王追溯同意。

## 王位继承顺序
- 阿尔贝二世国王 （生于1934年）
  -  菲利普国王 （生于1960年）
    - (1) 伊丽莎白，布拉班特女公爵 （生于2001年）[1]
    - (2) 加布里埃尔王子 （生于2003年）[1]
    - (3) 埃曼努尔王子 （生于2005年）[1]
    - (4) 埃莱奥诺尔公主 （生于2008年）[1]

  - (5) 阿斯特里德公主 （生于1962年）[1]
    - (6) 阿梅德奥王子 （生于1986年）[1]
      -  (7) 奥地利-埃斯特女大公安娜·阿斯特里德 （生于2016年）
      - (8) 奥地利-埃斯特大公马克西米利安 （生于2019年）
      - (9) 奥地利-埃斯特女大公阿丽克丝 （生于2023年）

    - (10) 玛丽亚·劳拉公主 （生于1988年）[1]
    - (11) 约阿希姆王子 （生于1991年）[1]
    - (12) 路易莎·玛丽亚公主 （生于1995年）[1]
    - (13) 莱蒂西娅·玛丽亚公主 （生于2003年）[1]

  - (14) 劳伦特王子 （生于1963年）[1]
    - (15) 路易丝公主 （生于2004年）[1]
    - (16) 尼古拉斯王子 （生于2005年）[1]
    - (17) 艾姆里克王子 （生于2005年）[1]